# گرگ پلیستوسن

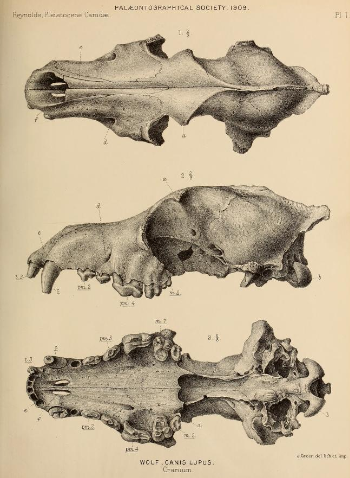
تصویری از یک جمجمه گرگ پلیستوسن که در غار کنتس، تورکی، انگلستان یافت شد.

گرگ پلیستوسن که به آن گرگ پلیستوسن پسین نیز گفته می‌شود، دودمان منقرض‌شده یا بوم‌ریخت گرگ خاکستری (Canis Lupus) است. این یک بیش‌گوشت‌خوار پلیستوسن پسین 129 Ka-۱۲۹ کا در اوایل هولوسن 11 Ka بود. در حالی که از نظر اندازه با یک گرگ خاکستری بزرگ مدرن قابل مقایسه است، اما دارای کام کوتاه‌تر و پهن‌تر با دندان‌های بزرگ جمجمه نسبت به اندازه کلی جمجمه‌اش بود که به آن اجازه می‌داد تا غول جانوران پلیستوسن را شکار کند. چنین سازگاری نمونه‌ای از انعطاف‌پذیری فنوتیپی است. زمانی در سراسر شمال هولارکتیک پراکنده شد. شواهد تبارزایی نشان می‌دهد که گرگ ژاپنی (C. l. Hodophilax) که در آغاز سدهٔ بیستم منقرض شد، علیرغم اینکه بسیار کوچک‌تر از گرگ پیشاتاریخ بود، از دودمان گرگ پلیستوسن بود، بنابراین بقای خود را به چندین هزار سال پس از نژاد پیشین خود گسترش داد. برآورد می‌شود که انقراض آن در حدود ۷۵۰۰ سال پیش رخ داده‌است. 
بر پایهٔ شواهد ریخت‌شناسی و ژنتیک، پراکندگی گرگ پلیستوسن در سراسر شمال همه‌شمالگان بوده‌است.

دندان یک گرگ عصر یخبندان که کارکرد دندان‌ها را نشان می‌دهد.